# Deutsches Brauereimuseum
Das Deutsche Brauereimuseum wurde 1952 auf Initiative des Hofbräuhauses in München gegründet und war das bekannteste Museum seiner Art in Deutschland. Ausstellungsschwerpunkt war die historische und technische Entwicklung des Bierbrauwesens. Ältestes Ausstellungsstück war ein Trinkgefäß aus dem 4. Jahrtausend vor Christus. Des Weiteren waren – neben Humpen und Biergläsern – Modelle von Großbrauanlagen und eine komplette Kleinbrauerei zu sehen.
Vorsitzender des Deutschen Brauereimuseums war der Brauingenieur und Vorstandsvorsitzende der Deutschen Gesellschaft für Hopfenforschung in Wolnzach Hans Vesenmeyer (* 1917). Getragen wurde das Museum vom Deutschen Brauereimuseum e.V. Die ehemals im Münchner Stadtmuseum gezeigte Sammlung wurde nach 1985 aufgelöst und an die Eigentümer zurückgegeben bzw. vom Bier- und Oktoberfestmuseum übernommen.
In Bayern allein existieren jedoch weiterhin rund 30 Spezialmuseen zum Thema Bier.